# Circonscription d'Alebiko
La circonscription d'Alebiko est une des 135 circonscriptions législatives de l'État fédéré Amhara, elle se situe dans la Zone Sud Wollo. Sa représentante actuelle est Birtukan Sebsibe Woldie.